# Pablo López Aguirre
General Pablo López Aguirre fue un militar mexicano que participó en la Revolución mexicana. Fue uno de los jefes más importantes de las fuerzas comandadas por Francisco Villa. Luego de la Batalla de Columbus, el general Pablo López fue herido de las dos piernas. Su hermano Martín López Aguirre, optó por subirlo a su caballo para salvarle la vida. Pablo huyó a la Sierra de la silla, recuperándose de sus heridas. Cayó prisionero en esa misma cueva. Se le es recordado por la respuesta que dio a la pregunta de sus captores, ya que le gritaban: "Ríndete Pablo López, ya sabemos que estás aquí", a lo que él contestó, "Aquí estoy... si son mexicanos me rindo, si son gringos moriré peleando". Finalmente se rindió a las fuerzas federales y fue fusilado el 13 de junio de 1916 en Chihuahua.